# Herb gminy Mokrsko
Herb gminy Mokrsko – symbol gminy Mokrsko, ustanowiony 27 grudnia 1990.

## Wygląd i symbolika
Herb przedstawia na tarczy w polu zielonym czerwony komin cegielni. Jest to nawiązanie do gospodarki gminy, opierającej się na rolnictwie i przemyśle (zakłady ceramiki budowlanej).